# NGC 5555
NGC 5555 este o emission-line galaxy⁠(d) situată în constelația Fecioara. A fost descoperită în 1886 de către Ormond Stone⁠(d). Se află la o distanță de 155,6 de megaparseci de Pământ.